# Calcio agli Island Games 2015
Il torneo di calcio degli Island Games 2015 è stata la quattordicesima edizione del torneo. Si è svolto dal 28 giugno al 3 luglio 2015 sull'isola di Jersey.
Il torneo maschile ha visto la partecipazione di 16 squadre ed è stato vinto da Guernsey, quello femminile di 11 squadre e si è affermata la selezione di Jersey. Gli incontri si sono disputati allo Springfield Stadium.

## Eventi

### Medagliere
| Posiz. | Nazione      | Oro | Argento | Bronzo | Totale |
| ------ | ------------ | --- | ------- | ------ | ------ |
| 1      | Guernsey     | 1   | 0       | 0      | 1      |
| 1      | Jersey       | 1   | 0       | 0      | 0      |
| 2      | Isole Åland  | 0   | 1       | 0      | 1      |
| 2      | Isola di Man | 0   | 1       | 0      | 1      |
| 3      | Gotland      | 0   | 0       | 1      | 1      |
| 3      | Minorca      | 0   | 0       | 1      | 1      |
| Totale | Totale       | 2   | 2       | 2      | 6      |

### Uomini
| Evento                     | Oro      | Argento      | Bronzo  |
| Calcio maschile (dettagli) | Guernsey | Isola di Man | Minorca |

### Donne
| Evento                      | Oro    | Argento     | Bronzo  |
| Calcio femminile (dettagli) | Jersey | Isole Åland | Gotland |